# أبو بريص مروحي القدمين الشامي
أبو بريص مروحي القدمين الشامي (الاسم العلمي: P. puiseuxi)، الأسماء الشائعة الأخرى له برص مروحي القدمين، برص مروحي القدميين الشامي، هو نوع من السحالي، من نوع أبو بريص التابع للأسرة فيلوداكتيد. هذا النوع مستوطن في الشرق الأوسط.

## علم أصول الكلمات
الاسم المحدد لهذا النوع من أبو بريص، puiseuxi، هو على شرف الفلكي الفرنسي فيكتور الكسندر بيسو.

## الوصف
أبو بريص مروحي القدمين الشامي (الاسم العلمي: P. puiseuxi) هو أبو بريص متوسط الحجم. لونه يتراوح بين البني الداكن والبني الفاتح، مع وجود بقع بيضاء عديدة على سطح ظهره. رأسه كبير ومثلثي الشكل. يحتوي الذيل على العديد من الخطوط البيضاء، ويكون طول الذيل أقصر من الطول الكلي للرأس والجسم (أي طول الذيل أقصر من الطول المتواجد من عند الانف إلى فتحة الشرج). الحراشف الظهرية صغيرة وحبيبية الملمس والشكل.

## النطاق الجغرافي
يتواجد أبو بريص مروحي القدمين الشامي (الاسم العلمي: P. puiseuxi) في العراق وفلسطين والأردن ولبنان والمملكة العربية السعودية وسوريا.

## الموائل والسلوك
يخرج ويظهر أبو بريص مروحي القدمين الشامي (الاسم العلمي: P. puiseuxi) عادة بعد حلول الظلام ليتغذى، ولكن يمكن رؤيته في المناطق الصخرية المظللة وبالقرب من الكهوف.

## التكاثر
أبو بريص مروحي القدمين الشامي (الاسم العلمي: P. puiseuxi) هو حيوان يتكاثر عن طريق وضع البيوض.